# Jerry Huckaby
Thomas Jerald Huckaby, detto Jerry (Hodge, 19 luglio 1941), è un politico statunitense, membro della Camera dei Rappresentanti per lo stato della Louisiana dal 1977 al 1993.

## Biografia
Nato e cresciuto in Louisiana, Huckaby si laureò all'Università statale della Louisiana di Baton Rouge nel 1963. Proseguì poi gli studi presso l'Università statale della Georgia fino al 1968 e successivamente lavorò per Hallmark Farms e per la Western Electric.
Membro del Partito Democratico, nel 1976 si candidò alla Camera dei Rappresentanti, per il seggio occupato dal compagno di partito Otto Passman. Huckaby riuscì a sconfiggere Passman nelle primarie e successivamente si affermò anche nelle elezioni generali, divenendo deputato. Fu membro della Commissione Agricoltura per dieci anni, nonché delle commissioni Bilancio e Interni; tra le sue iniziative politiche si ricordano quelle che portarono alla creazione di riserve naturali e siti archeologici tra cui Poverty Point.
Riconfermato dagli elettori per altri sette mandati, nel 1992 si trovò a concorrere per la rielezione in un distretto congressuale riconfigurato, che includeva porzioni di territorio maggiormente favorevoli ai repubblicani. Huckaby affrontò quindi il collega repubblicano Jim McCrery, che lo sconfisse con un ampio margine di scarto.
Dopo aver lasciato il Congresso, Huckaby si trasferì in Virginia, dove rilevò l'attività di sua moglie, Suzanna Woodword, affermata agente immobiliare. Suzanna morì nel 2008 e nel 2010 Huckaby si sposò in seconde nozze; dal primo matrimonio nacquero due figli, Michelle e Clay, morto nel 2002.